# 五十镇
五十镇，是中华人民共和国青海省海东市互助土族自治县下辖的一个乡镇级行政单位。

## 行政区划
五十镇下辖以下地区：
五十镇社区、桑士哥村、班彦村、保家村、北庄村、荷包村、奎浪村、拉洞村、拉日村、柳家村、三庄村、上滩村、下滩村、寺滩村、土观村、五十村、卓科村、桦林村、巴洪村和扎巴村。

## 全国重点文物保护单位
- 佑宁寺

## 中国传统村落
- 2012年12月，北庄村、寺滩村、土观村被评为首批“中国传统村落”。
- 2013年8月，五十村被评为第二批中国传统村落。